# Dângeni
Dângeni es una comuna y pueblo de Rumania ubicada en el distrito de Botoșani.

## Demografía
Según el censo de 2011, tiene 3033 habitantes, mientras que en el censo de 2002 tenía 3101 habitantes. La mayoría de la población es de etnia rumana (97,96 %).
La mayoría de los habitantes son cristianos de la Iglesia Ortodoxa Rumana (96,01 %), con una minoría de pentecostales (1,85 %).
En la comuna hay cuatro pueblos (población en 2011):
- Dângeni (pueblo), 748 habitantes;
- Hulub, 554 habitantes;
- Iacobeni, 1237 habitantes;
- Strahotin, 494 habitantes.

## Geografía
Se ubica en el cruce de las carreteras 282 y 294, unos 25 km al noreste de Botoșani.